# Xampu (quadrinhos)
Xampu é uma minissérie em quadrinhos escrita e desenhada por Roger Cruz. A história ocorre entre o final dos anos 1980 e o início da década de 1990 em um pequeno apartamento da zona norte de São Paulo no qual convivem diversos personagens pertencentes à geração que consumia rock nesta época, na qual o autor se insere.
A série foi criada em 1997 e teve seu primeiro volume publicado em 2010 pela editora Devir com o título Xampu - Lovely Losers. A HQ só voltou a ser publicada em 2016, em uma parceria entre as editoras Panini Comics e Stout Club. Os dois primeiros volumes, agora chamados apenas de Xampu, foram lançados no mesmo ano e o terceiro e último volume, em 2017. Nesta nova edição da Panini, houve o corte de uma cena de sexo explícito que havia na edição original, mas que havia sido alterada quando da publicação da edição digital em inglês na plataforma Comixology. Um box reunindo os três volumes foi lançado no ano seguinte.
Em 2018, a série ganhou o Troféu HQ Mix na categoria "melhor publicação em minissérie".